# Tykach
Il Tykach (in russo Тыках?) è un fiume della Siberia Orientale, affluente di sinistra della Jana. Scorre nel Verchojanskij ulus della Sacha (Jacuzia), in Russia.
Il fiume è formato dalla confluenza dei fiumi Arga-Sala e Ilin-Sala ad un'altitudine di 324 m sul livello del mare. Scorre sull'altopiano della Jana prima in direzione nord-orientale, poi sud-orientale. La lunghezza del fiume è di 241 km, l'area del suo bacino è di 5 010 km². Sfocia nella Jana a 660 km dalla foce. Non ci sono insediamenti lungo il fiume.